# Joan Bakewell, Baroness Bakewell

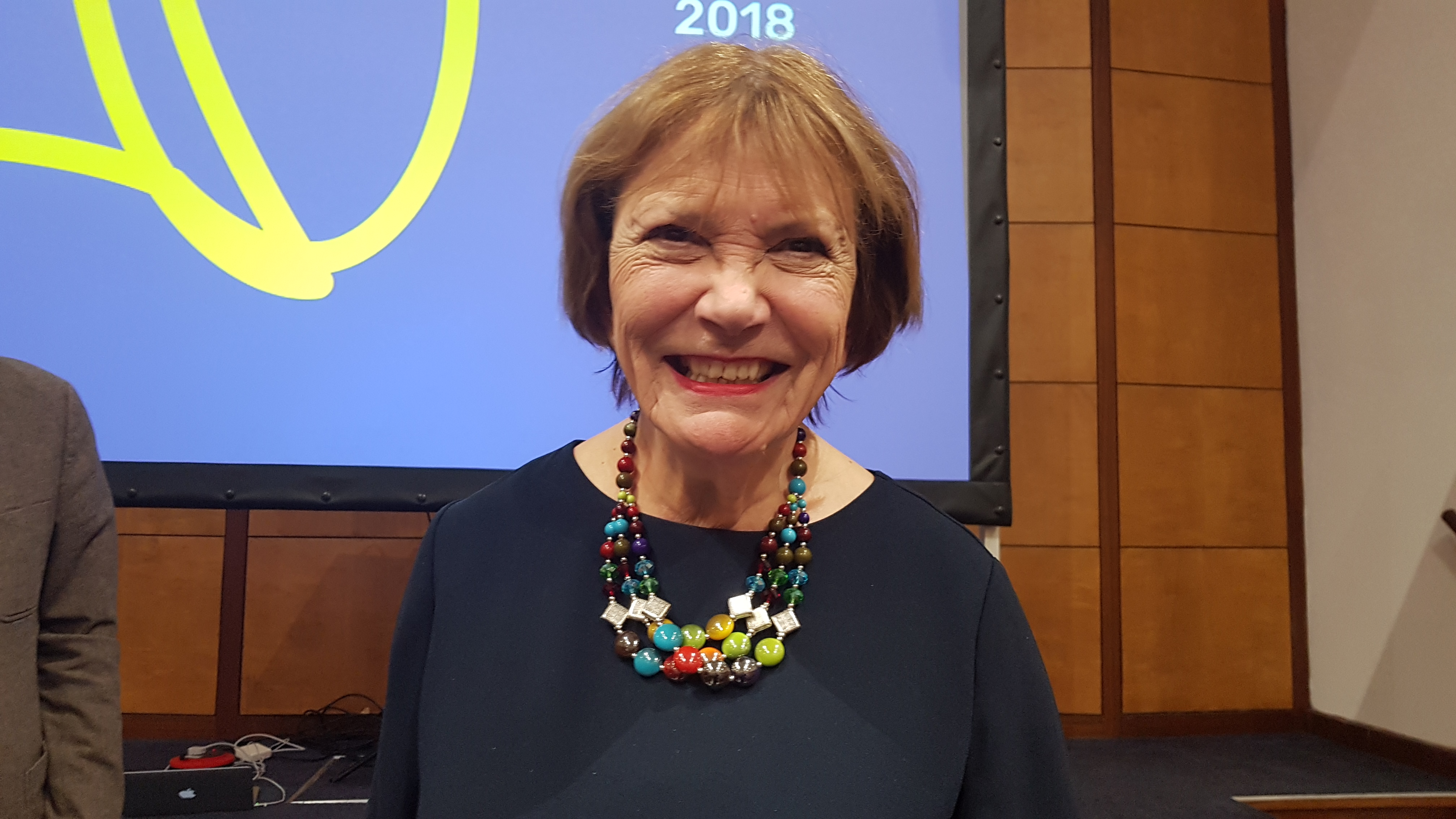
Joan Bakewell, Baroness Bakewell, 2018

Joan Dawson Bakewell, Baroness Bakewell, DBE (* 16. April 1933 in Stockport, Cheshire, England), ist eine britische Journalistin, Fernsehmoderatorin, Nachrichtensprecherin, Politikerin (Labour Party) und Life Peeress.

## Leben

### Ausbildung
Sie wurde als Joan Dawson Rowlands in Stockport in der Grafschaft Cheshire geboren. Sie besuchte die Stockport High School for Girls (heute: Hillcrest Grammar School), eine Grammar School in lokaler Verwaltung, wo sie Schülersprecherin (Head Girl) war. Als Jugendliche erhielt sie Sprechunterricht, um ihrem starken nordenglischen Akzent abzulegen. Sie studierte Wirtschaftswissenschaften (Economics) und später Geschichte am Newnham College der University of Cambridge.

### Karriere beim Fernsehen
Joan Bakewell wurde als eine der Moderatorinnen der frühen BBC-Two-Sendung Late Night Line-Up (1965–1972) bekannt. Der Autor und Fernsehjournalist Frank Muir nannte sie in dieser Zeit „des denkenden Mannes Objekt der Begierde...“ („the thinking man's crumpet“). Dieser Spitzname blieb an ihr hängen; Bakewell selbst mag ihn nicht. Sie co-moderierte zwischen 1976 und 1978 für Granada Television die sonntags ausgestrahlte Sendung Reports Action, welche die Öffentlichkeit dazu ermutigen sollte, ihre Dienste für gute Zwecke einzusetzen. Danach kehrte sie zur BBC zurück und co-moderierte eine kurzlebige Late-Night-Kunstsendung im Fernsehen; kurzzeitig arbeitete sie beim PM-Programm von BBC Radio 4. Von 1986 bis 1988 war sie bei der BBC-Informationssendung Newsnight Korrespondentin für den Bereich Kunst und Kultur.
Später wurde Bakewell Hauptmoderatorin der Dokumentations- und Diskussionsserie Heart of the Matter, die von 1988 bis 2000 lief. 2001 schrieb und präsentierte sie eine vierteilige Reihe für die BBC mit dem Titel Taboo, eine persönliche Erforschung der Konzepte Geschmack, Anstand und Zensur. Die Sendung ging offen mit Sex und Nacktheit um; in einigen Fällen ging sie bis an die Grenzen dessen, was im Mainstream-Fernsehen gezeigt werden durfte. Bakewell benutzte dabei eine offene Sprache und sog. „Vier-Buchstaben-Wörter“, um Pornografie und Sexspielzeuge zu beschreiben. In einem Film beobachtete sie den Filmproduzenten Ben Dover dabei, wie dieser ein Paar beim Geschlechtsverkehr für einen Pornofilm filmte. Bakewell selbst las einen „obszönen“ Auszug aus dem Roman Wendekreis des Krebses von Henry Miller. Außerdem wurden Ausschnitte aus dem Film Der letzte Tango in Paris (1972) gezeigt. Taboo wurde von der National Viewers and Listeners Association (später in Mediawatch umbenannt) an den Leiter der Staatsanwaltschaft (Director of Public Prosecutions) gemeldet. Bakewell sah sich mit einer Anklage wegen Blasphemie (Blasphemous libel) konfrontiert, nachdem sie einen Teil des erotischen Gedichtes The Love That Dares to Speak Its Name von James Kirkup über die Zuneigung eines römischen Centurios zu Jesus Christus rezitiert hatte.
Am 26. Mai 2008 startete sie ein Abendprogramm bei BBC Parliament mit dem Titel Permissive Night. Die Sendung untersuchte die Liberalisierung in der Gesetzgebung des britischen Parlaments in den späten 1960er Jahren. Die Themen umfassten Änderungen im Scheidungsrecht, die Todesstrafe, die Legalisierung der Abtreibung, die Race Relations Bill, die partielle Straffreiheit homosexueller Handlungen (unter Gebrauch von Teilen der Dokumentarserie Man Alive) und die Lockerung der Zensur. Permissive Night schloss mit einer Sondersendung der früheren Fernsehsendung Late Night Line-Up.
2009 wurde sie bei der jährlichen Verleihung der Stonewall Awards als Journalistin des Jahres („Journalist of the Year“) ausgezeichnet.

## Bakewell als Autorin
Bakewells Autobiographie, The Centre of the Bed, wurde 2004 veröffentlicht. Diese konzentrierte sich auf ihre Erfahrungen als Frau in der von Männern dominierten Medienindustrie und berührte auch ihre Affäre mit Harold Pinter, während er noch mit der Schauspielerin Vivien Merchant und sie noch mit Michael Bakewell verheiratet war. Diese Affäre war 1978 die Basis für Pinters Stück Betrogen (Betrayal), das 1983 unter dem Titel Betrug mit Patricia Hodge, Jeremy Irons und Ben Kingsley verfilmt wurde.
Bakewell schreibt (Stand: Februar 2012) noch für die britische Zeitung The Independent. Üblicherweise beschäftigt sie sich in ihren Artikeln mit Aspekten des sozialen Lebens und Kultur, schreibt aber auch politische Artikel, oft mit Bezug auf das Leben im Vereinigten Königreich. Zuvor hatte sie seit 2003 die Kolumne Just Seventy für den Guardian verfasst. Im September 2008 begann sie eine zweiwöchentliche Kolumne in der Wochenbeilage (Times2-Section) der Zeitung The Times. Ihr erster Roman wurde im März 2009 von Virago Press veröffentlicht. All the Nice Girls bezog ihre Erfahrungen in Merseyside während des Zweiten Weltkriegs mit ein, um die Geschichte einer Schule zu erzählen, die ein Schiff „adoptierte“.

## Weitere Ämter und Ehrungen
Sie war von 2000 bis 2002 Vorsitzende des British Film Institute und ist Vorsitzende der Theaterkompagnie Shared Experience.
Sie wurde 1999 zum Commander of the Order of the British Empire ernannt. In der Birthday Honours List der Queen des Jahres 2008 wurde sie zum Dame Commander of the Order of the British Empire (DBE) ernannt. Im November 2008 wurde Bakewell von Harriet Harman, der Ministerin für Frauen und Gleichberechtigung (Minister for Women and Equality), zur „Stimme der älteren Menschen“ ernannt.
Bakewell ist Trägerin mehrerer Ehrendoktortitel. 2009 wurde sie von der Staffordshire University mit einem solchen geehrt. 2010 erhielt sie einen Ehrendoktortitel als Honorary Doctor of Civil Law (Hon DCL)
von der Newcastle University. Am 20. Juli 2011 erhielt Bakewell ein Ehrendiplom der University of Essex; sie ist außerdem Ehrendoktor der University of Chester.
2018 wurde sie als Ehrenmitglied in die British Academy gewählt.

## Mitgliedschaft im House of Lords
Im November 2010 wurde bekannt, dass Bakewell als Life Peer in den Adelsstand erhoben werden sollte. Am 21. Januar 2011 wurde sie mit dem Titel Baroness Bakewell, of Stockport in the County of Greater Manchester Mitglied des House of Lords. Ihre offizielle Einführung in das House of Lords fand am 25. Januar 2011 mit Unterstützung von David Puttnam und Helena Kennedy statt. Bakewell vertritt dort die Labour Party. Ihre Antrittsrede hielt sie am 3. Februar 2011.
Im ersten Jahr ihrer Mitgliedschaft war sie regelmäßig an Sitzungstagen anwesend.

## Ansichten
2008 kritisierte Bakewell die Abwesenheit älterer Frauen im britischen Fernsehen. Sie sagte: „Ich denke, die Tatsache, dass Leute ausgemustert werden, Leute wie Moira Stuart und Selina [Scott] verschwinden – aus dem Auge der Öffentlichkeit – wenn sie ein bestimmtes Alter erreicht haben, stellt einen erheblichen Nachteil im ernsthaften Rundfunk dar. Es gibt einen großen Teil der britischen Bevölkerung, der sich nicht im Rundfunk vertreten sieht und das sind Frauen über 55. Nun, das ist nicht gesund für die Beziehung einer Rundfunkorganisation zu ihrem Publikum. Die Öffentlichkeit sollte auf dem Bildschirm in verschiedenen Farben, Formen, Sexualitäten, wie auch immer .. vertreten sein.“
Bakewell kritisierte 2010 die Nebenwirkungen der Sexuellen Revolution der 1960er Jahre. Sie sagte: „Ich hätte niemals gedacht, dass ich das selbst einmal sagen würde, aber ich stimme hierin mit Mrs Whitehouse überein. Die liberale Stimmung in den 1960er Jahren war, dass Sex angenehm und gesund ist und nicht als schmutzig und schlecht angesehen werden musste. Die Pille erlaubte Frauen, eigene Entscheidungen zu treffen. Natürlich bedeutete dies auch, das Risiko einzugehen, die falsche Entscheidung zu treffen. Aber wir hofften, dass alle Mädchen lernen würden, diese neuen Freiheiten mit Bedacht zu nutzen. Dann ging es nur noch um Geld: jetzt geht es bei Sex auch um Geld. Warum sonst sollte die Kleidung von kleinen Mädchen sexualisiert werden, Fernsehsendungen mit nackten Ehefrauen laufen, Sex-Magazine die ernsthaften Sachen in den Regalen der Zeitungshändler verdrängen? Es ist Geld, das uns korrumpiert; Frauen werden benutzt und machen sogar mit.“

## Familie
Sie war von 1955 bis 1972 mit dem britischen Fernsehproduzenten Michael Bakewell verheiratet, mit dem sie zwei Kinder hat. Von 1975 bis 2001 war sie mit dem Regisseur, Autor und Produzenten Jack Emery verheiratet.

## Veröffentlichungen
- The New Priesthood: British Television Today, Allen Lane, 1970, ISBN 978-0-7139-0047-7 (mit Nicholas Garnham)
- A Fine and Private Place, Littlehampton Book Services Ltd, 1977, ISBN 978-0-297-77432-7 (mit John Drummond)
- The Complete Traveller, Sidgwick & Jackson Ltd, 1977, ISBN 978-0-283-98395-5
- The Heart of Heart of the Matter, BBC Books, 1996, ISBN 978-0-563-37167-0
- The Centre of the Bed, Hodder & Stoughton Ltd, 2003, ISBN 978-0-340-82310-1
- Belief, G Duckworth, 2006, ISBN 978-0-7156-3531-5
- The View from Here, Atlantic Books, 2006, ISBN 978-1-84354-601-6
- All the Nice Girls, Virago Press Ltd, 2009, ISBN 978-1-84408-600-9
- She's Leaving Home, Virago Press Ltd, 2012, ISBN 978-1-84408-670-2